# Tongareva Airport
Tongareva Airport (IATA: PYE, ICAO: NCPY) är en flygplats på ön Penrhyn i Cooköarna. Flygningar går hit tre gånger i veckan.

## Historia
Under andra världskriget var Tongareva strategiskt viktig. År 1942 började 1 000 amerikanska soldater bygga en 300 meter lång start- och landningsbana på den lilla ön Moananui. Banan användes av amerikanska militären till 1946. Ön blev aldrig attackerad men användes för transport av trupper och material.

## Flygbolag och destinationer
| Flygbolag     | Destinationer |
| ------------- | ------------- |
| Air Rarotonga | Rarotonga     |